# Agathis persephone
Agathis persephone är en stekelart som beskrevs av Nixon 1986. Agathis persephone ingår i släktet Agathis och familjen bracksteklar. Inga underarter finns listade i Catalogue of Life.